# ABU TV Song Festival 2014

Länder, die 2014 teilnehmen und den/die Interpreten bzw. das Lied bereits ausgewählt haben
Länder, die in der Vergangenheit teilgenommen haben, jedoch nicht 2014

Das ABU TV Song Festival 2014 war die dritte Ausgabe des jährlich stattfindenden ABU TV Song Festivals. Das Festival, welches kein Wettbewerb ist, fand am 25. Oktober 2014 im Venetian in Macau statt und fiel mit der 51. Generalversammlung der Asia-Pacific Broadcasting Union (ABU) zusammen, welche vom 22. bis zum 27. Oktober 2014 abgehalten wurden. Als austragendes Land debütierte Macau neben der Türkei und den Malediven. Jedes Land wurde nur durch einen Beitrag repräsentiert. Afghanistan, der Iran, Kirgisistan, Malaysia, Singapur und Sri Lanka nahmen nicht teil.

## Austragungsort

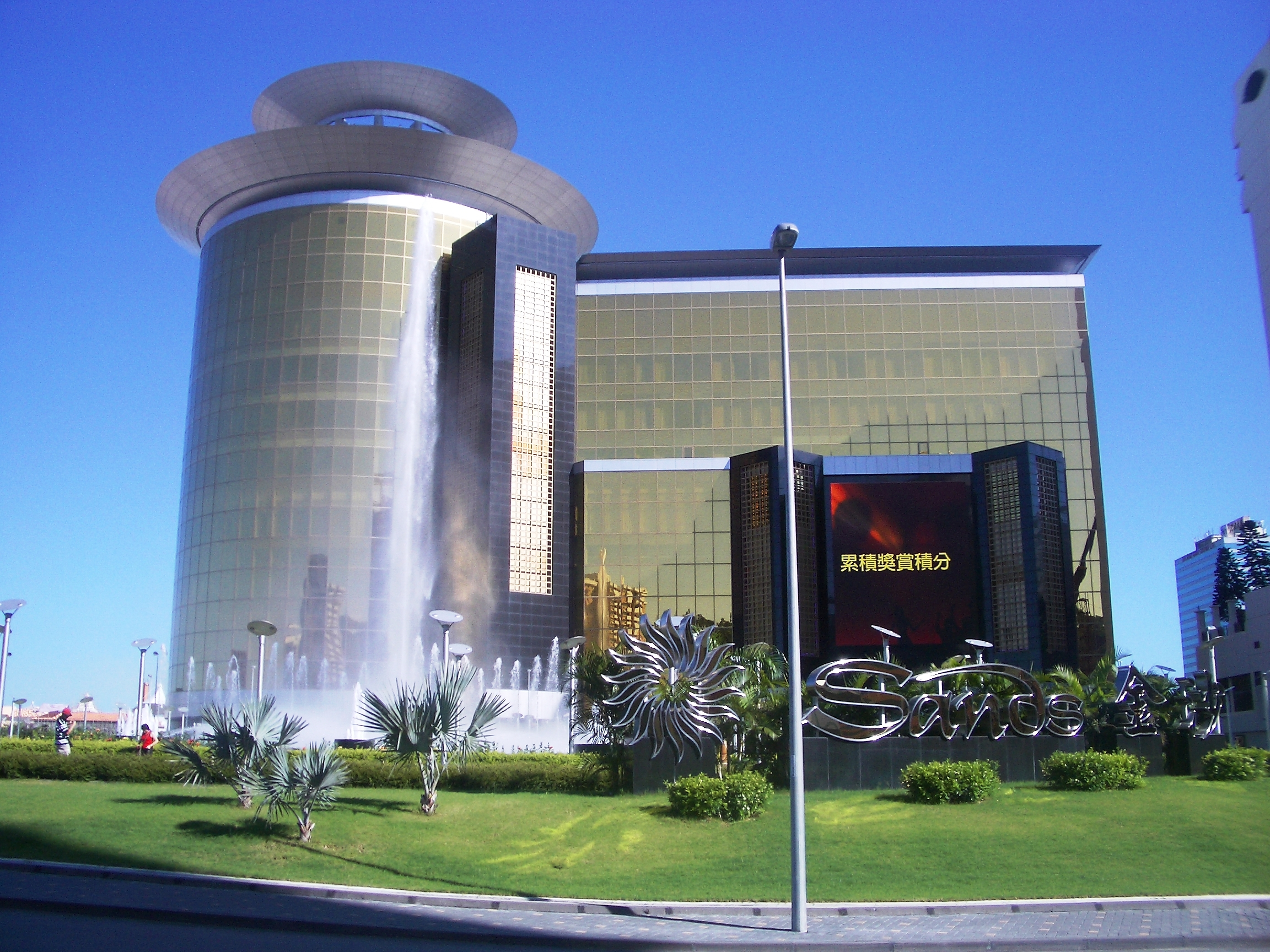
Das Sands Macau, Austragungsort des ABU TV Song Festivals 2014

Macau ist neben Hongkong eine der zwei Sonderverwaltungszonen in der Volksrepublik China. Es liegt am westlichen Ende der Mündung des Perlfluss, am östlichen Ende liegt Hongkong. Im Norden grenzt Macau an die Provinz Guangdong, im Süden liegt das Südchinesische Meer. Mit 607.500 Einwohnern auf einer Fläche von 29,5 km² ist Macau das am dichtesten besiedelte Land der Welt.
Vom 16. Jahrhundert bis 1999 war Macau eine portugiesische Kolonie, als es unter dem Sino-portugiesischen Übereinkommen an China zurückgegeben wurde. Der Veranstaltungsort enthält 660 Sitzplätze.

## Austragender Fernsehsender
Als Mitglied der ABU trug Teledifusão de Macau das 3. ABU TV Song Festival aus.

## Teilnehmer
Die maximale Teilnehmerzahl des Festivals in Macau beträgt 15 Länder, jedoch waren 2014 nur zwölf Länder dabei.:
| Startnr. | Land              | Sprache       | Interpret                     | Lied                    | Ungefähre Bedeutung im Deutschen        |
| -------- | ----------------- | ------------- | ----------------------------- | ----------------------- | --------------------------------------- |
| 1        | Australien        | Englisch      | Dami Im                       | Living Dangerously      | Gefährlich leben                        |
| 2        | Brunei            | Malaysisch    | Juan Madial                   | Awg madial              | Erhöre mich                             |
| 3        | China             | Englisch      | Bibi Zhou (周笔畅)            | I Miss U Missing Me     | Ich vermisse dass du mich vermisst      |
| 4        | Indonesien        | Indonesisch   | Tere Cia                      | Dimana hatimu           | Wo ist dein Herz?                       |
| 5        | Hongkong          | Chinesisch    | Frederick Cheng               | Xióngmao (熊貓)         | Panda                                   |
| 6        | Japan             | Japanisch     | Sekai No Owari (世界の終わり) | Dragon Night            | Nacht der Drachen                       |
| 7        | Südkorea          | Koreanisch    | Girl’s Day                    | Something (썸씽)        | Etwas                                   |
| 8        | Macau (Gastgeber) | Chinesisch    | Blademark (刃記)              | Heartcore               | Heftige Liebe                           |
| 9        | Malediven         | Dhivehi       | Mooshan                       | Rannamaari              | Himmel auf Erden                        |
| 10       | Thailand          | Thai          | Jetrin Wattanasin             | 7th Heaven              | Siebter Himmel                          |
| 11       | Türkei            | Türkisch      | maNga                         | Fazla aşkı olan var mı? | Hat jemand einen Liebesersatz?          |
| 12       | Vietnam           | Vietnamesisch | Ngọc Anh                      | Xuân vẫn sang diệu kì   | Der Frühling kommt noch immer mit Magie |

## Absagen
Folgende Länder gaben vor dem Wettbewerb bekannt, dass sie nicht teilnehmen:
- Malaysia: Malaysias Staatssender RTM gab bekannt, dass sich das Land in der 3. Ausgabe des Festivals zurückziehen möchte[5]
- Neuseeland: TVNZ bestätigte am 5. Juni 2014, dass Neuseeland keinerlei Interesse an einer Teilnahme habe.[6]
- Philippinen: PTV gab bekannt, dass man 2014 nicht debütieren wird.[7]
- Turkmenistan: Im Februar 2014 traf sich die ABU mit einer Delegation von TTV, wobei Debüts bei Radio und TV Song Festival besprochen wurden.[8]

Diese Länder gaben keinen Grund für ihre Abwesenheit beim ABU TV Song Festival 2014 an:
- Afghanistan
- Iran
- Kirgisistan
- Singapur
- Sri Lanka

## Trivia
- maNga vertraten die Türkei bereits beim Eurovision Song Contest 2010 und wurden hinter Lena Meyer-Landrut Zweite.

## Übertragung
Jedes teilnehmende Land wurde darum gebeten, die Veranstaltung während ihres Sendeprogramms, zusammen mit eingeblendeten Kommentaren und Informationen zum Festival in der Landessprache, auszustrahlen.
- Australien – SBS
- Brunei – RTB
- Volksrepublik China – CCTV
- Hongkong – TVB
- Indonesien – TVRI
- Japan – NHK
- Macau – TDM
- Malediven – IBC
- Südkorea – KBS
- Thailand – NBT
- Türkei – TRT
- Vietnam – VTV